# Melanagromyza ranibaghae
Melanagromyza ranibaghae är en tvåvingeart som beskrevs av Garg 1971. Melanagromyza ranibaghae ingår i släktet Melanagromyza och familjen minerarflugor. Inga underarter finns listade i Catalogue of Life.